# Marine Lorphelin
Marine Lorphelin (sinh ngày 16 tháng 03 năm 1993) là một Hoa hậu của nước Pháp, cô chiến thắng danh hiệu Hoa hậu Pháp 2013 đại diện cho vùng Bourgogne.
Cô là Á hậu 1 tại cuộc thi Hoa hậu Thế giới năm 2013 tại Bali, Indonesia.

## Cuộc sống hiện tại
Marine là sinh viên năm thứ 2 tại đại học Y Lyon. Cô ước mơ được trở thành một bác sĩ nhi khoa hoặc sản khoa.
Sở thích của cô là nghệ thuật, hội hoa và thời trang. Cô tham dự đại học Breart, và Lycee Lamartine ở Macon, được đặt theo tên của một nhà thơ và chính trị gia người Pháp nổi tiếng đến từ Macon, Alphonse Lamartine. Cô đã tốt nghiệp vào năm 2011 với tấm bằng loại ưu và được nhận vào học tại đại học Claude Bernard - trường Y nổi tiếng nhất tại Lyon.

## Hoa hậu Pháp
Chiến thắng danh hiệu Miss Bourgogne 2012, Marine Lorphelin được trao danh hiệu Hoa hậu Pháp 2013 bởi Delphine Wespiser (Hoa hậu Pháp 2012) tại đêm chung kết cuộc thi Hoa hậu Pháp lần thứ 66 ở Zenith vùng Limoges diễn ra vào ngày thứ 7 8 tháng 12 năm 2012.
Là Hoa hậu nước Pháp, Marine Lorphelin đã thực hiện 2 vấn đề: chăm sóc trẻ em và quyên góp nội tạng. Cô đã ký văn bản hiến tạng sau khi chết cho những người cần đến chúng, tham gia cuộc thi chạy Marathon Paris 2013, tham dự chương trình Fort Boyard nổi tiếng nguy hiểm, quyên góp 18,000 Euro cho trẻ em mắc bệnh tim. Ngòi ra cô còn tham gia nhảy bungee, đạp xe dưới nước, và lặn trong nước lạnh.

## Hoa hậu Thế giới
Marine Lorphelin là Á hậu 1 tại cuộc thi Hoa hậu Thế giới 2013, một cuộc thi nhan sắc lớn bật nhất được diễn ra tại Bali, Indonesia. Với điểm số cao nhất trong các ứng viên đến từ châu Âu, Marine đã đạt dah hiệu Hoa hậu Thế giới châu Âu.
Trước đêm chung kết, cô được vị trí thứ 1 tại phần thi trang phục bãi biển, vị trí thứ 2 tại phần thi siêu mẫu, và đứng thứ 6 ở phần thi Hoa hậu Nhân ái.

## Hiển thị
1. ↑  "Tout savoir sur Marine Lorphelin, Miss France". Paris Match. ngày 9 tháng 12 năm 2012. Bản gốc lưu trữ ngày 7 tháng 1 năm 2013. Truy cập ngày 9 tháng 12 năm 2012. (tiếng Pháp)
2. ↑  "Megan Young is Miss World 2013". ABS-CBN News. ngày 28 tháng 9 năm 2013.

## Các liên kết
- Photo Gallery